# Nordiska miljöskyddskonventionen
Nordiska miljöskyddskonventionen är en konvention undertecknad av de nordiska länderna med undantag för Island. Den är ett resultat av FN:s miljökonferens i Stockholm 1972.
Den undertecknades den 19 februari 1974 och trädde i kraft den 5 oktober 1976.
Den innehåller bland annat principer om att skador och störningar som kan ske i någon av de andra staterna ska behandlas på samma sätt som skador och störningar i den egna staten vid bedömning av om en verksamhet ska få tillstånd m.m. Medborgare i de berörda staterna har också rätt att föra talan vid en domstol och inför myndigheterna i ett sådant fall.